# Donato Terrevoli
Donato Terrevoli (Bari, 14 gennaio 1969) è un ex calciatore italiano, di ruolo centrocampista.

## Carriera
Ha preso parte a 51 gare in Serie B fra il 1988 ed il 1994, con le maglie di Barletta e Fidelis Andria.

## Palmarès

### Club

#### Competizioni nazionali
- Serie C2: 1

Taranto: 2000-2001
- Coppa Italia Serie C: 1

Brindisi: 2002-2003